# Juan Abarca Gurrea
Juan Abarca Gurrea (Jaca, c. 1476 - Real Monasterio de San Juan de la Peña, 1523). Señor de Acín, Larrosa, Iguácel y Bergosa, en el valle de La Garcipollera, y de Serué y Bailín. Cabeza de la rama de los Abarca de Garcipollera.

## Biografía
Hijo de Juan Abarca Abarca y de Violante de Gurrea.Heredó de su padre el Palacio-torre de Jaca que se convirtió en el solar de esta rama del linaje, y en 1484 sucedió a su tío Rodrigo Abarca Abarca en los señoríos de La Garcipollera, pues su padre había fallecido abintestato en 1479, tras lo cual intentó tomar posesión de la población de Bergosa con dificultades debido a la muerte de su padre, ya que los habitantes de la población se negaban a reconocerlo como su señor, llegando incluso a haber heridos durante el conflicto, que no se resolvió hasta 1496.Sucedió también a su abuela María Abarca en los señoríos de Serué y Bailín.
Sus antecesores no le habían transmitido el pleno dominio sobre los señoríos de Garcipollera sino 7/8, en virtud de las divisiones hereditarias de dichos señoríos establecidas por sentencias arbitrales en 1396, 1421 y 1430, que fueron adjudicando diversas porciones de los mismos a su bisabuelo Juan Abarca Sanz en 1396 y a su abuelo Rodrigo Abarca Acín en las sentencias de 1421 y 1430. Por ello, en 1494 permutó con la asistencia de su madre Violante, los señoríos de Serué y Bailín, por el 1/8 restante de la Garcipollera, que se encontraba en manos de su pariente Guiralt Abarca Acín, hijo de Rodrigo Abarca, quien era un hijo natural del señor de Gavín Guiralt Abarca, y Sancha de Acín. Desde entonces, madre e hijo se intitularon "señores de La Garcipollera", aunando en una sola denominación el pleno dominio de los tres señoríos del valle (Acín, Larrosa e Iguácel) y por la que se conocería en adelante a esta rama del linaje. 
En el invierno de 1502 tuvo lugar el suceso que sin duda marcó la vida de Juan, y su madre, y que se recordó por mucho tiempo en Jaca y en gran parte del Alto Aragón. Al parecer mosén Juan Bonet, canónigo de Jaca, había injuriado gravemente a Violante de Gurrea y al notario jaqués Martín de Lasala. hermano del mercader Juan de Lasala Santa Fe, colgando algunos carteles en la ciudad de Zaragoza. Los Abarca se tomaron dichas difamaciones como una ofensa a su linaje, y no tardaron en planear la venganza, de modo que aprovechando un viaje del citado mosén Bonet, le asaltaron hiriéndole de gravedad.
Juan Abarca y sus secuaces, fueron todos excomulgados, y tras un largo proceso con múltiples recursos se llegó a un acuerdo con el arzobispado a fin de absolver a Juan si hacía penitencia pública. El 27 de diciembre de 1511 don Juan llegó a la catedral de Jaca donde desvestido de su capa y sombrero, descalzo recorrió la nave hasta el altar mayor con un cabestro al cuello y con un cirio en su mano. Recitó cinco veces el miserere y dio limosna a cinco pobres. La expectación fue máxima en toda Jaca, y de este modo quedó Juan perdonado y rehabilitado. 
En 1522 Juan protagonizó su última acción cuando se enfrentó al comisario de Jaca Sebastián Cañardo con ocasión de la venta ilegal de caballos a Francia. Así colmó la paciencia de las Autoridades pues el 23 de noviembre de 1523, el virrey Juan de Pomar, mandó estrangular a don Juan en una de sus estancias en el monasterio de San Juan de la Peña, donde fue enterrado. Otorgó testamento el mismo día, donde cita a todos sus hijos.

## Matrimonios e hijos
En torno a 1505 contrajo un primer matrimonio con su prima lejana Juana Abarca de Lobie, hija de Lope Abarca Gurrea, señor de Gavín, aunque enviudó pronto y no tuvieron descendencia.
En 1517 se casó con Orosia de Arto con la que tuvo tres hijos:
- Bernardino Abarca y Arto, nacido en 1521, señor de Garcipollera, casado en 1545 con Ana de Luna y Asso, con quien tuvo a Sancho Abarca Luna, su sucesor;[13]

- Violante Abarca y Arto, quien recibió de su padre 6.000 sueldos jaqueses para su matrimonio;

- María Abarca y Arto, quien recibió 4.000 sueldos para su matrimonio.

Tuvo además varios hijos bastardos, tenidos durante su soltería o viudedad:  
- Juan, a quien le dejó 2.000 sueldos.
- Jerónimo, que heredó 1.000.
- Catalina, a quien le dio 2.000.

En un testamento anterior de 1518, reconocía además un cuarto hijo natural de nombre Gaspar, que ya debía haber fallecido en su último testamento de 1523, donde no lo cita. 